# Mój czas
Mój czas – jest to drugi studyjny album polskiej popowej wokalistki Patrycji Markowskiej. Album wyprodukował Piotr Łukaszewski, który również skomponował muzykę, słowa są natomiast autorstwa Markowskiej. Do promocji płyty wydano dwa single: Kameleon i Z twoich rąk.

## Lista utworów
1. Kameleon – 3:46
2. Z twoich rąk – 4:00
3. Daj znak – 3:11
4. Fotografie – 3:38
5. Jeszcze mocniej – 3:08
6. Uwierz – 3:39
7. Jeszcze raz... – 0:11
8. Zapach mężczyzny – 3:51
9. O niej – 3:36
10. Moje miejsce – 3:42
11. W półśnie – 4:08
12. Nie mam – 3:13